# ジルベール・ウングボ
ジルベール・フォッスン・ウングボ（Gilbert Fossoun Houngbo、1961年2月4日 -）は、トーゴの政治家、会計士、国際公務員。2008年から2012年までトーゴの首相を務めた。2000年代より国際連合機関で活動しており、2017年より5年間国際農業開発基金 (IFAD) 総裁を務め、2022年には国際労働機関 (ILO) 事務局長に就任した。

## 経歴
1961年、トーゴ中部の町アグバンディに誕生。首都ロメにあるベナン大学（現ロメ大学）で経営学を学んだ後カナダのケベック州に移り、トロワリヴィエールにあるケベック大学トロワリヴィエール校で会計学・財務学を修めた。
カナダ勅許会計士協会の会員となり、1986年から1993年までプライス・ウォーターハウスに勤務。1994-96年にマリ共和国首都バマコのマリ国際銀行で財務部長を務めた後、国際連合開発計画 (UNDP) に転出し事務次長補やアフリカ地域局長などを歴任した。
2008年9月、トーゴのコムラン・マリー首相が辞任すると、ウングボはフォール・ニャシンベ大統領により新首相に任命された。47歳での就任当時、財務・金融に関するキャリアは豊富だったものの政治家としての経験はなく、国民の間ではあまり知られていない人物だった。9月15日に第1次ウングボ内閣が成立し、マリー前首相は保健大臣に任命された。
2010年3月4日の大統領選挙でニャシンベは再選し5月3日に就任宣誓した。ウングボはそれに伴い首相を一度辞任したが、ニャシンベ大統領により再度任命され、5月7日に第2次ウングボ内閣が発足した。第2次内閣ではニャシンベ率いる与党のトーゴ人民連合 (RPT) とジルクリスト・オリンピオ（初代大統領シルバヌス・オリンピオの息子）率いる野党の変革勢力同盟 (UFC) との協議により、UFCにも閣僚ポストが用意されることとなった。
2012年7月23日、ウングボは首相を辞任し、クエシ・アオメイ＝ズュニュ貿易大臣が新たな首相となった。辞任の理由については公表されていないが、与党が過半数を占める国民議会において、選挙法の特定の条項を改正し、議会の定数を81人から91人に増やす法律が採択されたことが、野党連合「トーゴを救え」 (CST) からの反発を招いたことが関係しているとみられる。
2013年、ウングボは国連に復帰。ILOの副事務局長（フィールドオペレーション・パートナーシップ担当）となり、同年9月に欧州議会国際貿易委員会 (INTA) においてバングラデシュの労働条件・安全衛生基準についての演説をおこなった。11月にはエチオピアのアディスアベバで開催された「持続可能な開発目標に関するアフリカ地域協議」において演説した。
2017年4月1日にIFADの第6代総裁に就任し、2021年2月に再選された。この他に、国連水関連機関調整委員会 (UN-Water) 議長や、天然資源ガバナンス研究所 (NRGI) 理事長、国際塩水農業研究センター (ICBA) の理事も務めている。IFAD総裁として2017年7月と2019年8月に日本を訪問している。
2022年3月25日、第344回ILO理事会（正理事56人、副理事66人、計122人）のうち投票権を有する正理事56人による次期事務局長選挙が実施された。5人の候補者のうち、康京和（韓国前外交部長官）、ムトゥンジ・ムトワバ（南アフリカ共和国の起業家、前ILO理事会使用者側副議長）、グレッグ・ヴァインズ（ILO管理運営・改革担当事務局次長、オーストラリア出身）の3人が第1回投票で敗退、第2回投票にてウングボが前フランス労働大臣ミュリエル・ペニコーを30票対23票で破り、アフリカ出身者として初めてILO事務局長に選出された。2023年4月、岡山県倉敷市で開催された「G7倉敷労働雇用大臣会合」に出席するため訪日し、岸田文雄首相や林芳正外相、国際協力機構 (JICA) の田中明彦理事長らと会談した。
- 2010年6月22日、英国のアフリカ担当国務次官ヘンリー・ベリンガムとロンドンにて会見。
- 2011年3月29日、モザンビークのアイレス・アリ首相、インドのマンモハン・シン首相との鼎談。
- 2023年5月22日、国際海事機関の林基沢（イム・ギテク）事務局長とテムズ川沿いで撮影。
- 2024年6月13日、ジュネーヴで開催された第112回国際労働会議において、世界保健機関のテドロス事務局長、ブラジルのルーラ大統領と撮影。